# Friedliche Koexistenz
Der Begriff friedliche Koexistenz (russisch мирное сосуществование mirnoje sosuschtschestwowanije) besagte, dass Kapitalismus und Sozialismus friedlich, also unter Ausschluss eines kriegerischen Konflikts, koexistieren können.
Der Begriff wurde 1922 von sowjetischen Politikern geprägt und ging vor allem ab 1955 durch Reden Nikita Chruschtschows in den Wortschatz der sozialistischen Rhetorik ein. Mit dem Zerfall des Ostblocks infolge der Revolutionen im Jahr 1989 verlor er seine Bedeutung.

## Der Begriff
Die sowjetische Lehre von der friedlichen Koexistenz geht auf das Gleichgewichtsprinzip, das „iustum potentiae equilibrium“ aus dem Utrechter Frieden zurück, welches es den einzelnen Staaten verbot, die Sicherheit der übrigen Staaten durch politische oder militärische Übermacht zu bedrohen. Erstmals wurde der Begriff „friedliche Koexistenz“ am 10. April 1922 auf der Konferenz von Genua vom Leiter der sowjetischen Delegation, dem Volkskommissar für Auswärtige Angelegenheiten Georgi Wassiljewitsch Tschitscherin, verwendet. „Auf dem Standpunkt der Grundsätze des Kommunismus beharrend“ erkannte Tschitscherin an, dass die wirtschaftliche Zusammenarbeit zwischen den Staaten für den allgemeinen Wiederaufbau notwendig sei. Dazu biete die gegenwärtige geschichtliche Epoche „die Möglichkeit einer parallelen Koexistenz zwischen der alten und der entstehenden neuen Ordnung.“ Es wurde häufig versucht den Begriff auf Lenin zurückzuführen. Allerdings hat Lenin den Begriff nicht in diesem Sinne verwendet. Er vertrat viel mehr die Ansicht, dass es immer wieder zu Kriegen zwischen Sozialismus und Kapitalismus kommen werde, lediglich von kurzen Friedensperioden unterbrochen. (→ Unvermeidbarkeit der Kriege im Marxismus-Leninismus)

## Politik Chruschtschows
Darauf aufbauend begründete der sowjetkommunistische Parteichef Nikita Chruschtschow seinen neuen außenpolitischen Kurs, vor allem das angestrebte neue Verhältnis zu den USA. Er stellte hierzu wörtlich fest: „Der Leninsche Grundsatz von der friedlichen Koexistenz zwischen Staaten mit verschiedenartiger sozialer Struktur war und bleibt Generallinie in der Außenpolitik unseres Landes“. Am 24. Februar 1956 billigte der XX. Parteitag der KPdSU diese neue außenpolitische Generallinie, wonach „auf der Grundlage des Leninschen Prinzips der friedlichen Koexistenz der Kurs gerichtet werden soll auf die Verbesserung der Beziehungen, die Festigung des Vertrauens und die Entwicklung der Zusammenarbeit mit allen Ländern“.
Solange das von der Sowjetunion angestrebte nukleare Rüstungsgleichgewicht zwischen Ost und West nicht erreicht war, verhielt sich die Sowjetunion außenpolitisch zurückhaltend und kooperativ. Kennzeichnend dafür waren die milde Deutschlandpolitik (bis 1953), die Verbesserung der sowjetisch-chinesischen Beziehungen, besonders im wirtschaftlichen und technologischen Sektor, und die teilweise Aussöhnung mit dem jugoslawischen Staatspräsidenten Josip Broz Tito.
Dies darf aber nicht darüber hinwegtäuschen, dass der Kampf um den Sozialismus auf allen Sektoren, außer kriegerischen Auseinandersetzungen, aus marxistisch-leninistischer Sicht auch in Zeiten der friedlichen Koexistenz als historische Aufgabe und Pflicht angesehen wurde; die Sicherung und Ausbreitung des Sozialismus wurde in positivistischer Rhetorik als „Kampf für den Frieden“ verbrämt.
Auf dem XXII. Parteitag der KPdSU 1961 erläuterte Chruschtschow, friedliche Koexistenz sei „kein provisorischer labiler Waffenstillstand zwischen Kriegen“. Frieden und friedliche Koexistenz seien nicht identisch. Die Sowjetunion müsse demnach militärisch gerüstet sein, um den Frieden zu bewahren. Der Kern der friedlichen Koexistenz sei: „Es ist eine Koexistenz zweier entgegengesetzter Gesellschaftssysteme, die gegenseitig darauf verzichten, den Krieg als Mittel zur Lösung von Streitigkeiten zwischen den Staaten anzuwenden“. In der Prawda am 18. Oktober 1961 hieß es weiter dazu: „Das Prinzip der friedlichen Koexistenz umfasst nicht nur das Gebiet der Außenpolitik, sondern auch die Sphäre der Wirtschaftsbeziehungen mit dem Ausland. […] Wir sind überzeugt, dass die sozialistische Ordnung letzten Endes überall den Sieg davontragen wird.“

## Entwicklung
Nach der Absetzung von Nikita Chruschtschow 1964 wurde weiterhin am Prinzip der friedlichen Koexistenz festgehalten. Der XXIII. Parteikongress der KPdSU 1966, der XXIV. 1971, der XXV. 1976 und der XXVI. 1981 haben jeweils die friedliche Koexistenz als Generallinie der sowjetischen Außenpolitik bestätigt.

## Einfluss auf andere Länder

### China
Die im Geist der UN-Charta auf der Bandung-Konferenz 1955 vereinbarten fünf Prinzipien der friedlichen Koexistenz erhielten 1982 in China Verfassungsrang:
- territoriale Integrität
- gegenseitiger Verzicht auf Aggression
- gegenseitige Nichteinmischung in die inneren Angelegenheiten
- Gleichberechtigung
- gegenseitiger Nutzen in einem friedlichen Miteinander[3].

### DDR
In der DDR stand die friedliche Koexistenz ab 1974 in der Verfassung, die in Artikel 6, Absatz 3, den Eintritt der DDR für die Verwirklichung dieses Prinzips zwischen Staaten unterschiedlicher Gesellschaftsordnungen nannte. Gleichzeitig wurde mit Hinweis auf dieses Prinzip die deutsche Teilung unterstrichen und die Politik der friedlichen Koexistenz zwischen BRD und DDR als Gegenmodell zu innerdeutschen Beziehungen formuliert.